# Paul Kalkbrenner
Paul Kalkbrenner (pronunție în germană [paʊl ˈkalkbrɛnɐ]; n. 11 iunie 1977, Leipzig, RDG) este un actor și compozitor de muzică electronică German din Berlin.

## Discografie

### Albume
- Zeit (BPitch Control, 2001)
- Superimpose (BPitch Control, 2001)
- Self (BPitch Control, 2004)
- Reworks (BPitch Control, 2006)
- Keule (BPitch Control, 2006)
- Berlin Calling - The Soundtrack by Paul Kalkbrenner (BPitch Control, 2008)
- Icke Wieder (2011)
- Guten Tag (Paul Kalkbrenner Musik, 2012)

### EP-uri
- DB+ (12") (BPitch Control, 2000)
- Chrono (12") (BPitch Control, 2001)
- Brennt (12") (BPitch Control, 2002)
- F.FWD (12") (BPitch Control, 2003)
- Steinbeisser (12") (BPitch Control, 2003)
- Press On (12") (BPitch Control, 2004)
- Maximalive (Minimaxima, 2005)
- Tatü-Tata (12") (BPitch Control, 2005)
- Keule (12") (BPitch Control, 2006)
- Altes Kamuffel (12") (BPitch Control, 2007)
- Bingo Bongo (12") (BPitch Control, 2008)

### Single-uri
- Sky And Sand (BPitch Control, 2009)

## Filmografie
- Berlin Calling (2008)
- Paul Kalkbrenner 2010 - A Live Documentary (2010)